# Oropós
Oropós (grec moderne : Ωρωπός) est une localité située dans le dème d'Oropós, dans le district régional d'Attique-de-l'Est, dans la périphérie d'Attique, en Grèce. 
Selon le recensement de 2021, elle compte 1 066 habitants.
Le village actuel d’Oropós est situé à plusieurs kilomètres de la mer, alors que l’antique Oropós était une cité portuaire. 

## Histoire
Située à la frontière de l’Attique et de la Béotie, Oropós est disputée aux Ve siècle av. J.-C. entre Athènes, Érétrie et Thèbes. En -338, Philippe II de Macédoine en fait une cité indépendante, mais Démétrios Poliorcète la restitue à Athènes en -304. Au IVe siècle av. J.-C., le philosophe Dicéarque parle, dans sa correspondance avec son condisciple Théophraste de la cité d’Oropós, dont il accuse les habitants de commettre des vols à Athènes, mais cette affirmation est sujette à caution car dans ces textes il accuse aussi les Platéens d’ostentation, les Thespiens d’esprit de contradiction, les Coronéens d’obséquiosité et les Haliartiotes de stupidité. À quelques kilomètres d’Oropós s’élevait autrefois l’Amphiaréion d'Oropós, sanctuaire d’Amphiaraos. Au Moyen Âge, Oropós fait partie du thème de l’Hellade puis du duché d'Athènes, avant d'être prise par les Ottomans en 1458 et d’intégrer le royaume de Grèce en 1832.
Durant la dictature des colonels (1967-1974) un pénintencier où furent détenus des opposants politiques ou soupçonnés de l’être, comme Mikis Theodorakis, fonctionna près d’Oropós,.